# Storm Ingebrigtsen
Storm Ingebrigtsen (født 17. februar 2005 i Fredrikstad) er en cykelrytter fra Norge, der kører for Fejl i Modul:Cykelhold: Wikidata-entitet ikke angivet..

## Karriere
Som 7-årig begyndte Ingebrigtsen at køre på mountainbike omkring hjembyen Frederikstad. Senere blev han medlem af Fredrikstad Sykkelklubb, inden han i 2022 skiftede til Ringerike Sykkelklubb. Her var han i to sæsoner, inden skiftet til UCI kontinentalholdet Team Coop-Repsol fra starten af 2024-sæsonen. Den 29. maj 2025 kom hans første professionelle sejr, da han vandt 1. etape af Tour of Norway.
Den 15. juli 2025 blev det offentliggjort at Storm Ingebrigtsen fra den 1. august samme år ville skifte til det norske UCI ProTeam Uno-X Mobility. For resten af 2025-sæsonen var det som stagiaire, inden han fra 2026 tiltrådte på en 2-årig kontrakt.